# フィンヴォックス・スタジオ
フィンヴォックス・スタジオ (フィンランド語: Finnvox Studiot Oy) は、フィンランド・ヘルシンキにある録音スタジオ。1965年設立。1974年に有限会社が設立され、法人化した。2021年現在のCEOは、レコーディング・エンジニア、ミキシング・エンジニアでもあるリスト・ヘンミ（フィンランド語: Risto Hemmi）。

## 歴史
1965年設立。設立当初、ヘルシンキ郊外に位置するこのスタジオの録音設備は4トラックだけの小規模のものであった。その後、1967年にはBスタジオ、Cスタジオが完成。1974年に有限会社が設立され、法人化する。1967年から、しばらく3スタジオで運営されていたが、1988年にDスタジオが、1993年にはEスタジオが、1997年にFスタジオ、1999年にGスタジオが完成。現在は、Iスタジオまで完成しており、スタジオを計9室を備え、これに加えて映像のミキシングを行うシネポストも備えられている。本スタジオのみでレコーディング、ミキシング、マスタリング、エディティングを行うことが出来るようになり、国を代表する規模に発展した。
レコード生産の設備については当初よりカッティングとスタンパ製造を行いプレッシングも翌年より開始している。

## 設備
より。
Aスタジオ (A-Studio)
- 小規模なレコーディング・ルーム。フィンヴォックス・スタジオ設立時から存在するスタジオ。

Bスタジオ (B-Studio)
- 5つの分離されたレコーディング・スペースを持つ大規模なスタジオ。1000m3近い規模である。2015年に再建設された。

Cスタジオ (C-Studio)
- 7m×5mの演奏スペースに加えて、個別にボーカルを録音できるスペースがある。1967年に建設され、その後、徐々にリノベーションをされながら使い続けられている。

Dスタジオ (D-Studio)
- 現代的なマスタリング作業を行うことを目的に建設されたスタジオ。現CEOのリスト・ヘンミが設計した。現在は、マスタリング・エンジニアのミカ・ユッシラが管理している。

Eスタジオ (E-Studio)
- アフレコやアテレコ、吹替の録音に適したスタジオ。また楽器やボーカルの録音も可能。

Fスタジオ (F-Studio)
- 元々、フィンヴォックス・スタジオでレコードを製作していたスペースに1997年に建設された。2008年にリノベーションされた。ミキシングとレコーディングに適したスタジオ。

Gスタジオ (G-Studio)
- 1999年に建設され、2010年にリノベーションされた。Dスタジオと同じく、現代的なマスタリング作業を行うことを目的に、現CEOのリスト・ヘンミが設計し建設されたスタジオ。現在は、マスタリング・エンジニアのパウリ・サースタモイネンが管理している。

Hスタジオ (H-Studio)
- プリプロダクションや編集に適したスタジオ。楽曲などの作品制作を行うことも可能な様に、快適な環境が整備されている。

Iスタジオ (I-Studio)
- マスタリングを行うスタジオ。2018年にリノベーションされた。現在は、マスタリング・エンジニアのダニエル・ハグストロムが管理している。

シネポスト (Cinepost)
- テレビ番組や映画の音声や音楽のミキシングを行うことを目的に2010年に設立された。